# Гай Лициний Крас (трибун 145 пр.н.е.)
Гай Лициний Крас (на латински: Gaius Licinius Crassus) e политик на Римската република от средата на 2 век пр.н.е. Произлиза от фамилията Лицинии, клон Лицинии Краси.
През 145 пр.н.е. той е народен трибун. Тази година консули са Квинт Фабий Максим Емилиан и Луций Хостилий Манцин.